# Provincia de Vest, Camerun
Provincia Vest este o unitate administrativă de gradul I  a Camerunului. Reședința sa este orașul Bafoussam.